# べが (初代)
べが (VEGA) は、新東日本フェリー及び東日本フェリーが運航していたフェリー。本項目では1973年に就航した初代を取り扱う。

## 概要
東日本フェリーの長距離航路部門として設立された新東日本フェリーの苫小牧 - 仙台航路開設にあたって内海造船瀬戸田工場で建造され、1973年12月16日に就航した。
新東日本フェリーの航路には、スターラインの愛称が付けられ、船体側面はオレンジとレッドのVラインに星をあしらった塗装とされた。1977年に東日本フェリーの所有となり、新東日本フェリーも1984年に東日本フェリーへ合併された。
船名はギリシア神話でアポローンが楽人オルフェスに贈った竪琴に由来しており、本船以降に就航した東日本フェリーの船舶には新東日本フェリーの社是「VICTORY」に因み、また視覚的にスピード感や力強さを感じさせるものとして、「V」から始まる神話にまつわる船名を名付ける形としていた。新規船名としては1991年の「びるたす」、最終的には1995年の2代目「びなす」まで続けられた。
引退後は、1990年にギリシャのネルラインズ（NEL LINES）へ売却され、ミティリーニ（MYTILENE）となり、2015年現在も運航中である。

### 就航航路
新東日本フェリー
- 仙台港 - 苫小牧港

就航当初は隔日運航。

## 設備

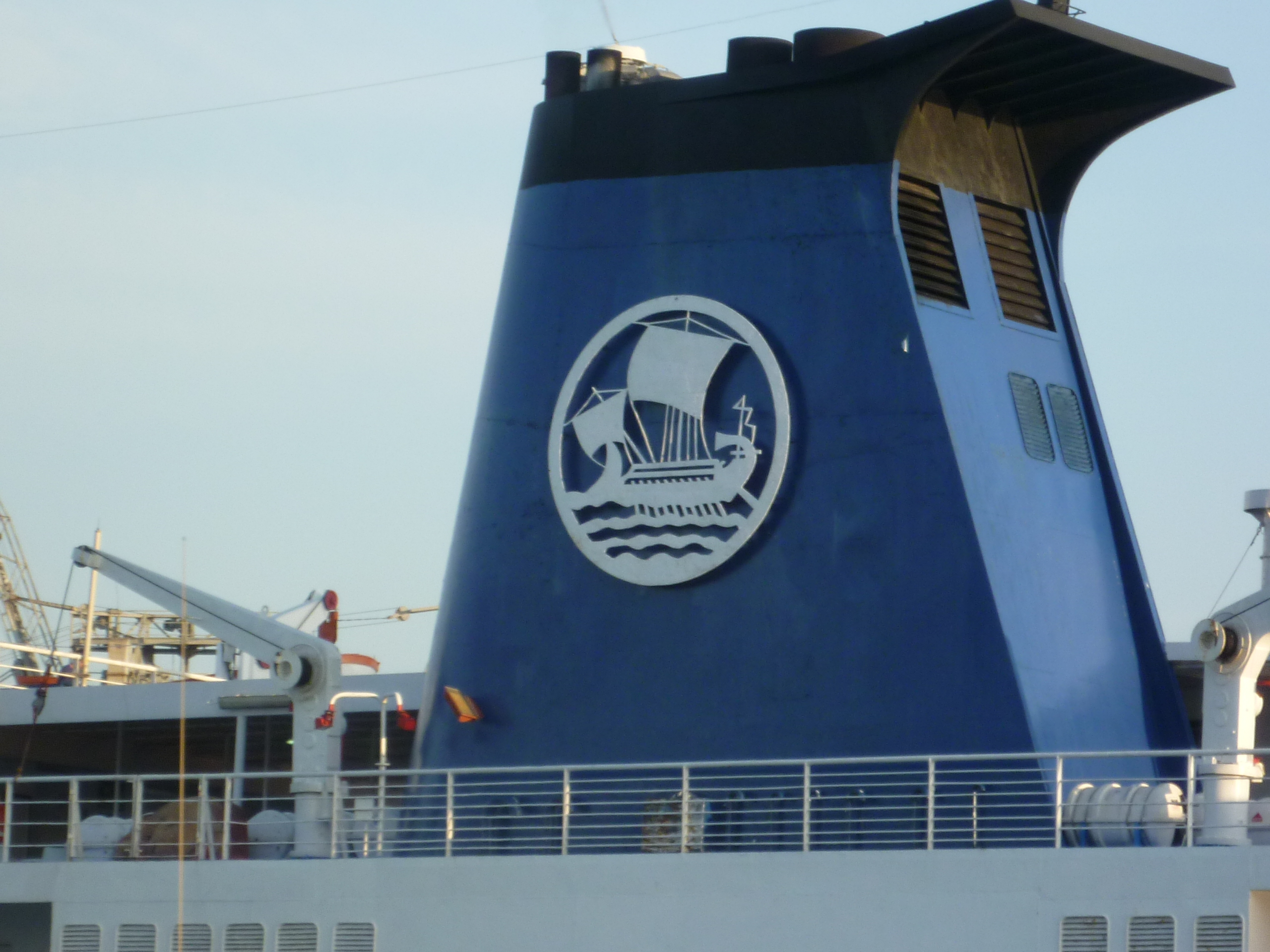
ファンネル
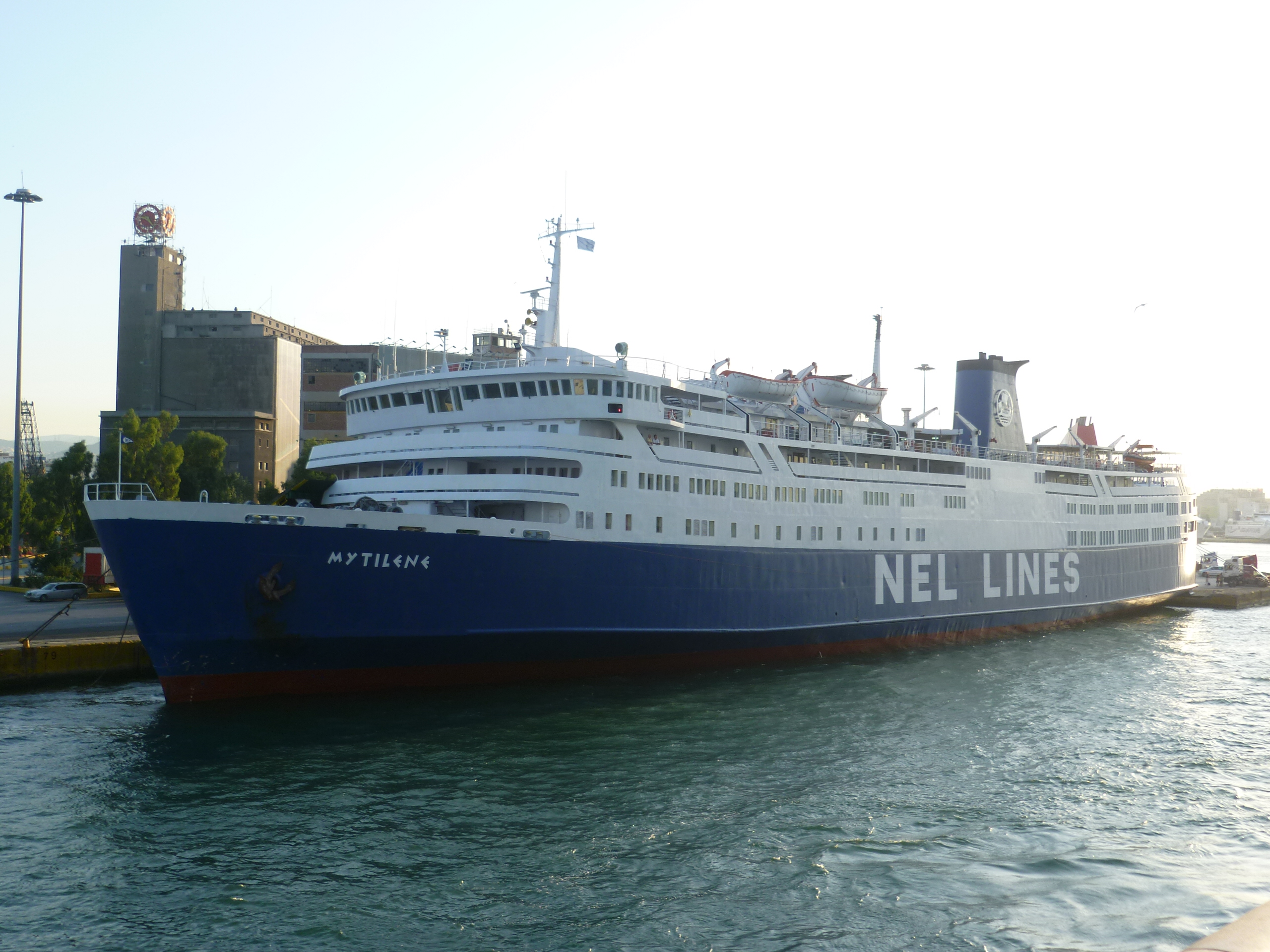
ピレウス港（2011年）

船室
- 特等室（4名）
- 一等和室・洋室（144名）
- 二等室（512名）
- ドライバー室（52名）

公室
- ロビー
- ミーティングルーム
- スナック
- バー
- ダイニングサロン
- カードルーム
- ゲームルーム
- エントランスホール
- 案内所
- 売店
- うどんコーナー
- 大浴場

- ファンネル
- ピレウス港（2011年）